# Куклин, Георгий Вячеславович
Георгий Вячеславович Кукли́н (1935—1999) — советский и российский астроном, исследователь Солнца, доктор физико-математических наук (1991), профессор, заслуженный деятель науки Российской Федерации (1999).

## Биография
Родился 17 декабря 1935 года в городе Дальнем (Японская империя). В 18 лет окончил среднюю школу при советском Генеральном консульстве в Дальнем с правом получения золотой медали. Одновременно приобрёл специальность химика-лаборанта на вечерних курсах при Обществе российских граждан. Работать начал в этом же году техником-лаборантом в АО «Совкитсудстрой» Дальнего.
Летом 1954 года приехал в СССР по индивидуальному разрешению с правом проживания в Иркутске — несколько позднее приехали в Иркутск и его мать с братом. Поступил на физическое отделение Иркутского государственного университета, получал стипендию имени Исаака Ньютона. После окончания университета поступил на работу на Иркутскую магнитно-ионосферную станцию, на базе которой в 1961 году был создан Сибирский институт земного магнетизма, ионосферы и распространения радиоволн СО АН СССР (с 1991 года — Институт солнечно-земной физики СО РАН). С 1968 года возглавлял лабораторию солнечной активности этого института.
В 1969 году защитил кандидатскую, в 1991 году — докторскую диссертацию.
Весной 1999 года был сбит автомобилем на пешеходном переходе, от полученных травм скончался в больнице 4 мая 1999 года.

## Научная деятельность
Работы посвящены исследованию Солнца и солнечно-земных связей, солнечной цикличности и её прогнозированию. Провёл подробные расчёты электропроводности солнечной плазмы, получил первые решения обратной задачи динамики солнечных магнитных полей, впервые применил методы распознавания образов для прогнозирования солнечной активности, открыл «фазовые катастрофы» в солнечной цикличности, одним из первых сделаны попытки применения аппарата нелинейной и хаотической динамики к солнечным циклам и к пространственно-временным изменениям солнечных магнитных полей. Совместно с сотрудниками своей лаборатории, показал наличие смен режимов пространственно-временной организации солнечной активности на разных фазах солнечного цикла, разработал новые методы прогноза солнечных циклов и состояния межпланетного магнитного поля, влияющего на многие процессы во внешней и внутренней оболочках земной атмосферы, биосферы и техносферы. Оценил роль социо-информативного фактора при восстановлении хода солнечной активности и геофизических возмущений в прошлом по данным летописей и хроник, выявлено влияние солнечной цикличности на приточность рек в озеро Байкал и многолетний температурный режим в Прибайкалье.
В последние годы жизни участвовал в разработке концепции адекватного описания солнечного цикла, определяющей программу исследований Солнца на следующие 10-15 лет, обосновал необходимость ревизии канонической совокупности индексов солнечной активности за последние 300 лет.
С 1955 года опубликовал около 250 научных работ. Соавтор двух монографий — «Солнечные вспышки» (1982) и «Статистика пятнообразовательной деятельности Солнца» (1986), а также двух изобретений. Под его руководством защищено пять кандидатских диссертаций.
С 1967 года — член Международного астрономического союза, с 1990 года — член-учредитель Международного астрономического общества. Принимал участие во многих международных научных проектах, от Международного геофизического года (1957—1958) до проекта «Международные исследования солнечного цикла», начатого в 1998 году. В 1979—1985 годах входил в качестве национального представителя в руководящий комитет проекта «Год солнечного максимума» и был координатором наблюдений в СССР. Состоял членом Совета «Солнце-Земля» РАН, членом редколлегии бюллетеня «Солнечные данные». Награждён орденом «Знак Почёта» и медалями, являлся ветераном Сибирского Отделения РАН.

## Научные труды

### Монографии
- Алтынцев А. Т., Банин В. Г., Куклин Г. В., Томозов В. М. Солнечные вспышки. — М.: Наука, 1982. — 247 с.
- Витинский Ю. И., Копецкий М., Куклин Г. В. Статистика пятнообразовательной деятельности Солнца. — М.: Наука, 1986. — 201 с.

### Статьи
См. список статей в ADS

### Диссертации
- Куклин Г. В. Пространственно-временные закономерности пятнообразования и магнитных полей на Солнце. / Диссертация на соискание ученой степени доктора физ.-мат. наук, Иркутск: ИСЗФ СО РАН, 1991. 99 с.